# Aphistogoniulus erythrocephalus
Espèce
Synonymes
- Aphistogoniulus quadridentatus (Attems, 1910)[2] [3]
- Spirobolus erythrocephalus Pocock, 1893[2]

Statut de conservation UICN

 LC  : Préoccupation mineure
Aphistogoniulus erythrocephalus est une espèce de mille-pattes de la famille des Pachybolidae endémique de Madagascar.

## Répartition et habitat
Cette espèce vit dans les forêts tropicales humides de plaine et de montagne dans le nord de Madagascar. On la trouve entre 30 et 1 630 m d'altitude. Elle est notamment présente dans les forêts d'Anjanaharibe, de Marojejy, de Masoala, de Betaolana, d'Ambondrobe et d'Ambanitaza. Elle est également présente sur l'île Nosy Be.